# Париж — Тур U23 2024
82-й выпуск  Париж — Тур U23 — шоссейной однодневной велогонки по дорогам в Франции. Гонка прошла 6 октября 2024 года в рамках Европейского тура UCI 2024 (категория 1.2U). Победу одержал французский велогонщик Антуан Л’От.

## Участники
На участие в гонке заявлено 31 команда.
| UCI Continental Teams (15)- Lidl-Trek Future Racing - Uno-X Mobility Development Team - Lotto-Kern Haus PSD Bank - Wanty-Re Uz-Technord - Team Visma \| Lease a Bike Development - Metec-Solarwatt p/b Mantel - Soudal Quick-Step Devo Team - Israel Premier Tech Academy - Lotto Dstny Development Team - Development Team dsm-firmenich PostNL - ColoQuick - Equipe continentale Groupama-FDJ - Arkéa-B&B Hôtels Continentale - Decathlon AG2R La Mondiale Development Team - Rad-Net Oßwald Любительские, клубные или региональные команды (16)- Morbihan Adris Gwendal Oliveux - VC Villefranche Beaujolais - SCO Dijon - Cre'Actuel-Marie Morin-U 22 - Vendée U Pays de la Loire - AVC Aix-en-Provence - Bourg-en-Bresse Ain Cyclisme - VC Pays de Loudéac - Hauts-de-France - Nouvelle Aquitaine - Club Cycliste d'Étupes - Guidon Chalettois - Hexagone-Corbas Lyon Métropole - Paris Cycliste Olympique - Laval Cyclisme 53 - The Lead Out Cycling Academy |
| |

## Маршрут
В преддверии основной гонки, молодежный «Париж-Тур» прошёл по основной трассе на дистанции 178,9 км. 

## Ход гонки
В конце напряженной гонки, которая проходила под дождем и по грунтовым участкам, француз Антуан Л’От прервал трехлетнее доминирование Норвегии в категории до 23 лет. Этот спортсмен, участвующий в чемпионате мира по десятиборью в составе команды AG2R, одержал победу в одиночку, выехав на авеню де Граммон. Он показал отличный результат на последних километрах, уверенно оторвавшись от группы фаворитов более чем за 10 километров до финиша.

## Результаты
| \| Генеральная классификация \| Генеральная классификация \| Генеральная классификация \| Генеральная классификация \| Генеральная классификация \| \| Гонщик \| Гонщик \| Команда \| Время \| \| \| ------------------------- \| ------------------------- \| -------------------------------------- \| ------------------------- \| ------------------------- \| \| 1-й \| Antoine L'Hote \| Decathlon AG2R La Mondiale Development \| 4ч 08' 57 \| \| \| 2-й \| Pelle Køster \| ColoQuick \| + 11 \| \| \| 3-й \| Халвор Долвен \| Uno-X Mobility Development \| + 21 \| \| |                |                                        |           |
| |                |                                        |           |
| Источник: ProCyclingStats |                |                                        |           |
| Генеральная классификация |                |                                        |           |
| Гонщик | Гонщик         | Команда                                | Время     |
| 1-й | Antoine L'Hote | Decathlon AG2R La Mondiale Development | 4ч 08' 57 |
| 2-й | Pelle Køster   | ColoQuick                              | + 11      |
| 3-й | Халвор Долвен  | Uno-X Mobility Development             | + 21      |